# Campeonato Pernambucano
El Campeonato Pernambucano es el campeonato de fútbol estatal del estado de Pernambuco, en el Nordeste de Brasil. El torneo se disputa ininterrumpidamente desde 1915 y está organizado por la Federação Pernambucana de Futebol. Desde 1923, Sport Recife es el equipo que ha acumulado mayor número de trofeos, con un total de 45 títulos.

## Historia
El primer relato de un partido de fútbol en Pernambuco se remonta a 1902, año en el que marineros ingleses y holandeses y , al desembarcar en Recife, hicieron una demostración del deporte en la playa . El 7 de abril de 1901 se fundó el Clube Náutico Capibaribe, creado en un principio para la práctica de deportes náuticos, especialmente el remo. Hasta 1905 no se empezó a practicar fútbol en el club. Ese mismo año el 13 de mayo, se fundó el Sport Club do Recife, que sería el club más laureado de Pernambuco, acumulando, en la actualidad, 38 victorias. Su fundador fue Guilherme de Aquino, que tuvo una gran contribución en el fútbol en Pernambuco.
El 3 de febrero de 1914 se fundó el Santa Cruz Futebol Clube, que también se convertiría en unos de los grandes clubes del estado.
Al año siguiente, fue creado el Campeonato Pernambucano de Fútbol, con la participación de cinco equipos. El primer campeón estatal fue el Sport Club Flamengo. Desde ese año hasta 1936, sólo los clubes de Recife disputaron el campeonato. En 1916 entraron en la competición el Sport Club do Recife y el Náutico. El equipo rojinegro consiguió el título en su primera participación. En los primeros años del campeonato, el Sport Club do Recife se disputaba la hegemonía local con el América. En 1924 el Sport Club do Recife pasó a ser el equipo con más títulos del estado (en la época eran 5 títulos por 4 del América), imponiendo una hegemonía que perdura en la actualidad.
El Santa Cruz Futebol Clube, único club que ha participado en todas las ediciones del campeonato, conquistó su primer título en 1931. El Náutico fue campeón por primera vez en 1934, evitando lo que hubiese sido el primer tetracampeonato de la historia del torneo. En 1937 entró en la competición el primer equipo del interior del estado, el Central Sport Club de Caruaru. En 1944 el América conquistó su último título antes de la supremacía de los 3 equipos de la capital (Sport, Santa Cruz y Náutico que desde 1945 han ganado todos los títulos del estado).
A partir de 1963 destacan dos series históricas: el hexacampeonato del Náutico (entre 1963 y 1968) y el pentacampeonato del Santa Cruz (entre 1969 y 1973. También en 1969 el Sport Club do Recife concluye una amarga serie de 7 subcampeonatos consecutivos. En 1974, por ironías del destino fue el propio Náutico el que evitó que el Santa Cruz igualase su hexacampeonato (de hecho, hasta ahora ningún equipo lo ha conseguido igualar).
En la década de los 90 destacan tres : el inicio de la serie de 6 subcampeonatos consecutivos del Santa Cruz entre 1999 y 2004 y el pentacampeonato del Sport Club do Recife entre 1996 y 2000 (curiosamente, fue nuevamente el Náutico el responsable de impedir que un club igualara sus 6 títulos consecutivos, al conquistar el título en 2001. En 1997 por primera vez un equipo de fuera de la capital conquista el subcampeonato. Fue el Porto, de Caruaru, que repitió subcampeonato en 1998. En 2007, otro equipo de Caruaru, el Central, conquistó el subcampeonato.

## Equipos participantes 2025
| Equipo       | Ciudad                  | En 2024       | Estadio          | Capacidad |
| ------------ | ----------------------- | ------------- | ---------------- | --------- |
| Afogados     | Afogados da Ingazeira   | 6°            | Vianão           | 1.735     |
| Central      | Caruaru                 | 5°            | Lacerdão         | 19.478    |
| Decisão      | Sertânia                | 2° (Série A2) | Odilon Ferreira  | 5.000     |
| Jaguar       | Jaboatão dos Guararapes | 1° (Série A2) | Gileno de Carli  | 5.476     |
| Maguary      | Bonito                  | 7°            | Arthur Tavares   | 4.000     |
| Náutico      | Recife                  | 2°            | Aflitos          | 20.856    |
| Petrolina    | Petrolina               | 8°            | Paulo Coelho     | 5.000     |
| Retrô        | Camaragibe              | 3°            | Arena Pernambuco | 44.300    |
| Santa Cruz   | Recife                  | 6°            | Arruda           | 60.044    |
| Sport Recife | Recife                  | 1°            | Ilha do Retiro   | 32.983    |

## Campeones
| Temporada | Campeón          | Subcampeón         |
| --------- | ---------------- | ------------------ |
| 1915      | Flamengo-PE      | Santa Cruz         |
| 1916      | Sport Recife     | Santa Cruz         |
| 1917      | Sport Recife     | Santa Cruz         |
| 1918      | América          | Santa Cruz         |
| 1919      | América          | Sport Recife       |
| 1920      | Sport Recife     | Santa Cruz         |
| 1921      | América          | Santa Cruz         |
| 1922      | América          | Sport Recife       |
| 1923      | Sport Recife     | América            |
| 1924      | Sport Recife     | América            |
| 1925      | Sport Recife     | Torre Sport Club   |
| 1926      | Torre Sport Club | Náutico            |
| 1927      | América          | Torre Sport Club   |
| 1928      | Sport Recife     | Torre Sport Club   |
| 1929      | Torre Sport Club | Santa Cruz         |
| 1930      | Torre Sport Club | América            |
| 1931      | Santa Cruz       | Náutico            |
| 1932      | Santa Cruz       | Íris               |
| 1933      | Santa Cruz       | Varzeano           |
| 1934      | Náutico          | Santa Cruz         |
| 1935      | Santa Cruz       | Tramways           |
| 1936      | Tramways         | Santa Cruz         |
| 1937      | Tramways         | Santa Cruz         |
| 1938      | Sport Recife     | Santa Cruz         |
| 1939      | Náutico          | Santa Cruz         |
| 1940      | Santa Cruz       | Sport Recife       |
| 1941      | Sport Recife     | América            |
| 1942      | Sport Recife     | Náutico            |
| 1943      | Sport Recife     | Santa Cruz         |
| 1944      | América          | Náutico            |
| 1945      | Náutico          | América            |
| 1946      | Santa Cruz       | Náutico            |
| 1947      | Santa Cruz       | América            |
| 1948      | Sport Recife     | América            |
| 1949      | Sport Recife     | Santa Cruz         |
| 1950      | Náutico          | América            |
| 1951      | Náutico          | Sport Recife       |
| 1952      | Náutico          | América            |
| 1953      | Sport Recife     | Santa Cruz         |
| 1954      | Náutico          | Sport Recife       |
| 1955      | Sport Recife     | Náutico            |
| 1956      | Sport Recife     | Náutico            |
| 1957      | Santa Cruz       | Sport Recife       |
| 1958      | Sport Recife     | Náutico            |
| 1959      | Santa Cruz       | Náutico            |
| 1960      | Náutico          | Santa Cruz         |
| 1961      | Sport Recife     | Náutico            |
| 1962      | Sport Recife     | Santa Cruz         |
| 1963      | Náutico          | Sport Recife       |
| 1964      | Náutico          | Sport Recife       |
| 1965      | Náutico          | Sport Recife       |
| 1966      | Náutico          | Sport Recife       |
| 1967      | Náutico          | Sport Recife       |
| 1968      | Náutico          | Sport Recife       |
| 1969      | Santa Cruz       | Sport Recife       |
| 1970      | Santa Cruz       | Náutico            |
| 1971      | Santa Cruz       | Sport Recife       |
| 1972      | Santa Cruz       | Sport Recife       |
| 1973      | Santa Cruz       | Sport Recife       |
| 1974      | Náutico          | Santa Cruz         |
| 1975      | Sport Recife     | Náutico            |
| 1976      | Santa Cruz       | Náutico            |
| 1977      | Sport Recife     | Náutico            |
| 1978      | Santa Cruz       | Náutico            |
| 1979      | Santa Cruz       | Náutico            |
| 1980      | Sport Recife     | Santa Cruz         |
| 1981      | Sport Recife     | Náutico            |
| 1982      | Sport Recife     | Náutico            |
| 1983      | Santa Cruz       | Náutico            |
| 1984      | Náutico          | Santa Cruz         |
| 1985      | Náutico          | Santa Cruz         |
| 1986      | Santa Cruz       | Sport Recife       |
| 1987      | Santa Cruz       | Sport Recife       |
| 1988      | Sport Recife     | Náutico            |
| 1989      | Náutico          | Santa Cruz         |
| 1990      | Santa Cruz       | Sport Recife       |
| 1991      | Sport Recife     | Náutico            |
| 1992      | Sport Recife     | Náutico            |
| 1993      | Santa Cruz       | Náutico            |
| 1994      | Sport Recife     | Náutico            |
| 1995      | Santa Cruz       | Náutico            |
| 1996      | Sport Recife     | Santa Cruz         |
| 1997      | Sport Recife     | Porto              |
| 1998      | Sport Recife     | Porto              |
| 1999      | Sport Recife     | Santa Cruz         |
| 2000      | Sport Recife     | Santa Cruz         |
| 2001      | Náutico          | Santa Cruz         |
| 2002      | Náutico          | Santa Cruz         |
| 2003      | Sport Recife     | Santa Cruz         |
| 2004      | Náutico          | Santa Cruz         |
| 2005      | Santa Cruz       | Náutico            |
| 2006      | Sport Recife     | Santa Cruz         |
| 2007      | Sport Recife     | Central Sport Club |
| 2008      | Sport Recife     | Náutico            |
| 2009      | Sport Recife     | Náutico            |
| 2010      | Sport Recife     | Náutico            |
| 2011      | Santa Cruz       | Sport Recife       |
| 2012      | Santa Cruz       | Sport Recife       |
| 2013      | Santa Cruz       | Sport Recife       |
| 2014      | Sport Recife     | Náutico            |
| 2015      | Santa Cruz       | Salgueiro          |
| 2016      | Santa Cruz       | Sport Recife       |
| 2017      | Sport Recife     | Salgueiro          |
| 2018      | Náutico          | Central Sport Club |
| 2019      | Sport Recife     | Náutico            |
| 2020      | Salgueiro        | Santa Cruz         |
| 2021      | Náutico          | Sport Recife       |
| 2022      | Náutico          | Retrô              |
| 2023      | Sport Recife     | Retrô              |
| 2024      | Sport Recife     | Náutico            |
| 2025      | Sport Recife     | Retrô              |

## Títulos por club
| Club                  | Campeón | Años campeón | Subcampeón | Años subcampeón |
| --------------------- | ------- | --- | ---------- | --- |
| Sport Recife (Recife) | 45      | 1916, 1917, 1920, 1923, 1924, 1925, 1928, 1938, 1941, 1942, 1943, 1948, 1949, 1953, 1955, 1956, 1958, 1961, 1962, 1975, 1977, 1980, 1981, 1982, 1988, 1991, 1992, 1994, 1996, 1997, 1998, 1999, 2000, 2003, 2006, 2007, 2008, 2009, 2010, 2014, 2017, 2019, 2023, 2024, 2025 | 24         | 1919, 1922, 1940, 1951, 1954, 1957, 1963, 1964, 1965, 1966, 1967, 1968, 1969, 1971, 1972, 1973, 1986, 1987, 1990, 2011, 2012, 2013, 2016, 2021                                                 |
| Santa Cruz (Recife)   | 29      | 1931, 1932, 1933, 1935, 1940, 1946, 1947, 1957, 1959, 1969, 1970, 1971, 1972, 1973, 1976, 1978, 1979, 1983, 1986, 1987, 1990, 1993, 1995, 2005, 2011, 2012, 2013, 2015, 2016                                                                                                 | 31         | 1915, 1916, 1917, 1918, 1920, 1921, 1929, 1934, 1936, 1937, 1938, 1939, 1943, 1949, 1953, 1960, 1962, 1974, 1980, 1984, 1985, 1989, 1996, 1999, 2000, 2001, 2002, 2003, 2004, 2006, 2020       |
| Náutico (Recife)      | 24      | 1934, 1939, 1945, 1950, 1951, 1952, 1954, 1960, 1963, 1964, 1965, 1966, 1967, 1968, 1974, 1984, 1985, 1989, 2001, 2002, 2004, 2018, 2021, 2022 | 32         | 1926, 1931, 1942, 1944, 1946, 1955, 1956, 1958, 1959, 1961, 1970, 1975, 1976, 1977, 1978, 1979, 1981, 1982, 1983, 1988, 1991, 1992, 1993, 1994, 1995, 2005, 2008, 2009, 2010, 2014, 2019, 2024 |
| América-PE (Recife)   | 6       | 1918, 1919, 1921, 1922, 1927, 1944 | 9          | 1923, 1924, 1930, 1941, 1945, 1947, 1948, 1950, 1952 |
| Torre (Recife)        | 3       | 1926, 1929, 1930 | 3          | 1925, 1927, 1928 |
| Tramways (Recife)     | 2       | 1936, 1937 | 1          | 1935 |
| Salgueiro (Salgueiro) | 1       | 2020 | 2          | 2015, 2017 |
| Flamengo-PE (Recife)  | 1       | 1915 | 0          | |
| Retrô (Camaragibe)    | 0       | | 3          | 2022, 2023, 2025 |
| Porto (Caruaru)       | 0       | | 2          | 1997, 1998 |
| Central (Caruaru)     | 0       | | 2          | 2007, 2018 |
| Íris (Recife)         | 0       | | 1          | 1932 |
| Varzeano (Recife)     | 0       | | 1          | 1933 |

## Todos los participantes
Arcoverde
- Flamengo Esporte Clube: 1993 - 1994

Belo Jardim 
- Belo Jardim Futebol Clube: 2007

Cabo de Santo Agostinho
- Associação Desportiva Cabense: 1996-1998, 2007
- Destilaria Esporte Clube: 1992-1995

Caruaru
- Atlético Clube Caruaru: 1979, 1983, 1985, 1987, 1989-1990
- Central Sport Club: 1937, 1961-1998, 2000-2004, 2006–
- Clube Atlético do Porto: 1994-2002, 2004–
- Esporte Clube Caruaru: 1977-1978, 1980-1982, 1984, 1986, 1990-1992

Garanhuns 
- Associação Garanhuense de Atletismo (AGA): 2001-2004
- Sete de Setembro Esporte Clube: 1982-1994, 2008–

Goiana 
- Unibol Pernambuco Futebol Clube: 1999-2000

Itacuruba 
- Itacuruba Sport Club: 2003-2005

Limoeiro 
- Centro Limoeirense de Futebol: 1963-1964, 1996-1997, 2001, 2008

Olinda
- Íbis Sport Club: 1946-1950, 1952-1960, 1962-1970, 1972-1976, 1978-1987, 1989, 1991-1993, 2000

Petrolândia
- Grêmio Lítero Recreativo de Petrolândia: 1998

Paulista
- Paulistano Futebol Clube: 1982-1993
- Manchete Futebol Clube: 2005

Petrolina
- 1º de Maio Esporte Clube: 1997-1998, 2003
- Petrolina Social Futebol Clube: 2002-2005, 2008-2009

Recife
- América Futebol Clube: 1916-1958, 1963-1995
- Asas Futebol Clube: 1958-1961
- Associação Atlética Arruda: 1931
- Associação Atlética Casa Caiada: 1994
- Associação Atlética Great Western: 1932-1933, 1936-1938, 1940-1946, 1949, 1952-1954
- Associação Atlética Santo Amaro: 1966-1970, 1972-1976, 1987-1993
- Ateniense Futebol Clube: 1933
- Auto Esporte Clube: 1951-1958
- Casa Forte Futebol Clube: 1916-1917
- Club Sportivo da Encruzilhada: 1929-1935
- Club Sportivo Pérez: 1915-1917, 1919-1924
- Clube Ferroviário do Recife: 1955-1976, 1978-1984, 1986, 1990-1994
- Clube Náutico Capibaribe: 1916–
- Colligação Sportiva Recifense: 1915
- Estudantes Futebol Clube: 1955-1958
- Equador Futebol Clube: 1922-1924, 1926-1929
- Intercontinental Futebol Clube do Recife: 2002-2003
- Íris Sport Club: 1930-1934, 1936-1938, 1940
- Israelita Sport Club: 1931-1933
- Moinho Recife Eporte Clube: 1947, 1949
- Paulista Futebol Clube: 1916-1917
- Recife Futebol Clube: 1997-2004
- Santa Cruz Futebol Clube: 1915–
- Sport Club do Recife: 1916-1977, 1979–
- Sport Club Flamengo: 1915-1938, 1940-1947, 1949
- Torre Sport Club: 1915-1940
- Tramways Sport Club: 1935-1941
- Varzeano Sport Club: 1919-1921, 1933

Salgueiro
- Salgueiro Atlético Clube: 2006, 2008–

Santa Cruz do Capibaribe
- Sociedade Esportiva Ypiranga Futebol Clube: 1995-1997, 2005–

Serra Talhada
- Comercial Esporte Clube: 1980-1982
- Ferroviário Esporte Clube 1998-2002
- Serrano Futebol Clube: 2004-2009

Surubim 
- Surubim Futebol Clube: 1999

Timbaúba
- Estudantes Sport Club: 1989-1995, 2006

Vitória de Santo Antão
- Associação Desportiva Pitu: 1974
- Associação Desportiva Vitória: 1991-2001, 2005, 2006
- Vera Cruz Futebol Clube: 2007–
- Associação Acadêmica e Desportiva Vitória das Tabocas: 2009–